# Isole di Mohn
Le isole di Mohn (in russo Острова Мона, ostrova Mona) sono un gruppo di isole russe bagnate dal mare di Kara.
Amministrativamente fanno parte del distretto di Tajmyr del Territorio di Krasnojarsk, nel Circondario federale della Siberia.

## Geografia
Le isole sono situate al largo della costa di Chariton Laptev (берег Харитона Лаптева, bereg Charitona Lapteva), nella parte centrale della penisola del Tajmyr. Fanno parte della Riserva naturale del Grande Artico.
Si tratta di 6 isole principali e di 5 isolotti senza nome, che si sviluppano in direzione ovest-est; nella parte orientale distano 20–40 km dal continente, mentre in quella occidentale poco più di 35 km. Il punto più alto del gruppo è di 42 m s.l.m. sull'isola di Kravkov.
Sono isole rocciose, principalmente costituite di granito e coperte da vegetazione tipica della tundra.
Da ovest a est, le isole sono:
- Isola Ringnes (остров Рингнес), la più grande, la più occidentale e la più meridionale (se si escludono gli isolotti senza nome). Ha una forma allungata in direzione ovest-est e misura circa 4,65 km di lunghezza e 1,5 km di larghezza massima nella parte centrale. L'altezza massima è di 38 m s.l.m.
Le coste sono ripide e nella parte meridionale s'innalzano fino 20 m.
La vegetazione presente è composta principalmente da erba dura e muschio.
Nel nord-ovest c'è un punto di rilevamento astronomico. Lungo la costa sud-occidentale si trovano due isolotti senza nome, il più grande dei quali non supera i 650 m di lunghezza; un terzo isolotto si trova un poco più a est.
L'isola prende il nome dalla ditta norvegese "Ringnes" (produttrice di birra)[2], uno dei finanziatori della spedizione artica di Otto Sverdrup.
- Isola Granitnyj (остров Гранитный, in italiano "isola di granito"),[3] si trova circa 6 km a nord di Ringnes e 9,5 km a nord-ovest di Gerkules. È una piccola isola rocciosa dalla forma leggermente allungata e misura circa 270 m di lunghezza e poco meno di 100 m di larghezza. Raggiunge un'elevazione massima di 6 m s.l.m. 300 m a nord-est c'è un isolotto senza nome, lungo appena 90 m.
- Isola Gerkules (остров Геркулес), si trova nella parte centrale delle Mohn, a 6,8 km da Kravkov e a 9,3 km da Ringnes. È un'isola lunga 770 m e larga 450 m, con un'elevazione massima di 15 m s.l.m. La costa meridionale è costituita da scogliere di 12 m d'altezza. 900 m a ovest c'è un isolotto senza nome, non più lungo di 150 m.
L'isola, originariamente chiamata "di Vejzelj", prende il nome dalla goletta a motore e vela Gerkules (dal latino Hercules), utilizzata nella spedizione artica guidata da Vladimir Aleksandrovič Rusanov[4].
- Isola di Kravkov (остров Кравкова), la più settentrionale del gruppo e la seconda per grandezza, nonché quella con l'elevazione massima. Si trova 6,8 km a est di Gerkules e 4,6 km a nord-ovest di Uzkij. È un'isola rocciosa, costituita di granito, ha una forma allungata in direzione ovest-est e misura 2,5 km di lunghezza e 1,5 km di larghezza.
Nella parte occidentale c'è una stazione polare ormai in disuso.
L'isola è così chiamata in onore dell'idrografo russo Sergej Nikolaevič Kravkov, ucciso nell'assedio di Leningrado durante la seconda guerra mondiale.[5]
- Isola Uzkij (остров Узкий, "isola stretta"),[6] piccola e allungata, si trova 4,6 km a sud-est di Kravkov. Misura 1,2 km di lunghezza e 300 m di larghezza. L'altezza massima è di 18 m s.l.m., con scogliere che raggiungono i 10 m.
- Isola Krajnij (остров Крайний, "isola estrema"),[7] la più orientale del gruppo (da qui il suo nome), si trova circa 8 km a nord-est di Uzkij. Misura poco meno di 1,3 km di lunghezza e 550 m di larghezza. Il punto più alto è di 15 m s.l.m., con coste ripide che s'innalzano fino a 10 m.

## Storia

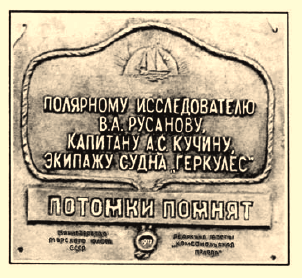
La targa commemorativa lasciata sull'isola Gerkules, in onore della spedizione di Rusanov.

Le isole sono state scoperte nell'agosto del 1893 dalla spedizione polare norvegese sulla nave Fram, guidata da Fridtjof Nansen. L'isola di Kravkov però fu scoperta solo nel 1940, durante la spedizione idrografica guidata da S.G. Karandašëv. Il gruppo prende il nome dall'astronomo e meteorologo norvegese Henrik Mohn.
Nel 1934, alcuni ricercatori, che conducevano dei rilevamenti topografici sull'isola Gerkules, si imbatterono in una targhetta commemorativa che riportava "Gerkules 1913" e in altri oggetti. Si pensò così che fossero i resti della spedizione artica guidata da Rusanov sulla nave Gerkules. Vent'anni prima infatti, la nave e il suo equipaggio scomparvero nella zona e di loro non si seppe nulla fino a questa scoperta, confermata anche da quella successiva del 1937 sull'isola di Popov-Čukčin, negli isolotti di Minin, in cui furono ritrovati, vestiti, equipaggiamento, attrezzi e altre cose di proprietà dei componenti della Gerkules.

## Isole adiacenti
- Isole di Tillo (остров Североморцев, ostrov Severomocev), a sud-est.
- Isole di Kaminskij (острова Каминского, ostrova Kaminskogo), a sud-est.

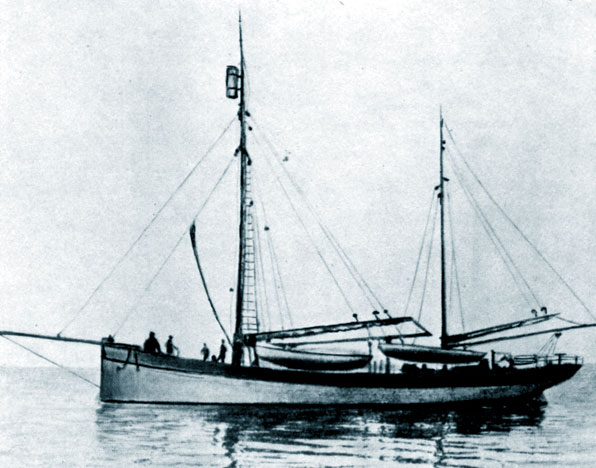
La checchia Gerkules